# Fagersta AIK

Vereinslogo von Fagersta AIK

Der Fagersta AIK ist ein schwedischer Sportklub aus Fagersta, der vor allem für seine Eishockeyabteilung bekannt ist.

## Geschichte
Die Eishockeyabteilung des Fagersta AIK trat erstmals überregional in Erscheinung, als sie in der Saison 1970/71 an der Division 1, der damals höchsten schwedischen Spielklasse, teilnahm, jedoch stieg die Mannschaft direkt wieder in die zweitklassige Division 2 ab. In der Saison 1974/75 verpasste der Fagersta AIK in der Kvalserien deutlich den Wiederaufstieg in die höchste Spielklasse. Stattdessen trat die Mannschaft in den 1970er, 1980er und 1990er Jahren mehrfach in der zu diesem Zeitpunkt zweitklassigen Division 1 an. Seit 1997 nimmt die Herrenmannschaft durchgängig an der viertklassigen Division 2 teil.
Die Fußballabteilung nahm mehrfach an der zweiten schwedischen Spielklasse teil.